# Gals 2
O Gals 2 (Gals 12L), foi um satélite de comunicação geoestacionário russo construído pela NPO Prikladnoi Mekhaniki (NPO PM). Ele esteve localizado na posição orbital de 36 graus de longitude oeste. O satélite foi baseado na plataforma MSS-2500-GSO-01 e sua expectativa de vida útil era de 5 anos. O mesmo saiu de serviço em agosto de 2001.

## Lançamento
O satélite foi lançado com sucesso ao espaço no dia 17 de novembro de 1995, às 14:30 UTC, por meio de um veículo Proton-K/Blok-DM-2 a partir do Cosmódromo de Baikonur, no Cazaquistão. Ele tinha uma massa de lançamento de 2500 kg.

## Capacidade
O Gals 2 é equipado com 3 transponders em banda Ku.